# 小原豊雲

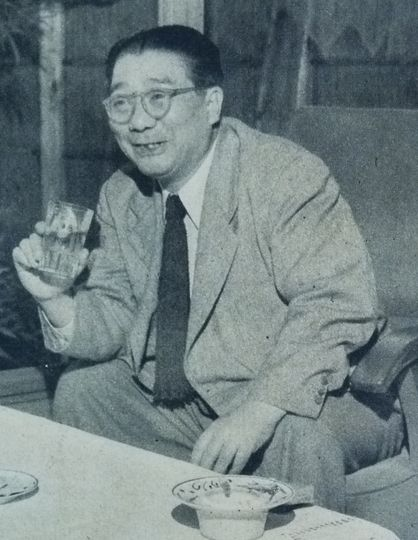
小原豊雲（1955年）

小原 豊雲（おはら ほううん、1908年9月29日 - 1995年3月18日）は、大阪府出身の華道家。いけばな小原流三世家元。大阪府立園芸学校卒業。本名、豊。

## 略歴
1938年（昭和13年）、父であった二世家元小原光雲（おはらこううん）の跡を継ぎ、いけばな小原流三世家元となる。光雲は池坊幹部であり、池坊は小原流の併用を容認していたが、光雲死後二枚看板を認めないとしたため池坊と対立することになるが、戦争が激しくなり国家総動員法が成立し、流派の対立どころではなくなった。戦後は前衛いけばなで、中川幸夫、勅使河原蒼風、中山文甫らとともに活躍する。1945年（昭和20年）、進駐軍に接収されていた主婦の友社本館で勅使河原蒼風との二人展を開催する。1954年（昭和29年）東京・青山に東京小原会館を建設、財団法人小原流（2015年より一般財団法人）を設立した。1958年（昭和33年）ブリュッセル万国博覧会に文化使節団として参加、当時はまだ珍しかったいけばなのデモンストレーションを披露した。1962年（昭和37年）神戸に家元会館と盛花記念センター、1967年（昭和42年）九重坂の家、1970年（昭和45年）小原流芸術参考館（後の豊雲記念館）を建設した。これらは、日本における代表的な現代建築家清家清の設計である。1971年（昭和46年）から1989年（昭和64年）まで財団法人日本いけばな芸術協会理事長。1980年（昭和55年）に勲三等旭日中綬章（現・旭日中綬章）を叙勲。

## 家族
- 小原光雲（父） - 小原流二世家元
- 小原夏樹（長男） - 小原流四世家元（追贈）
- 小原規容子(長男の妻） - 一般財団法人小原流　代表（理事長）[3]
- 小原稚子（長女） - 小原流最高顧問、四世家元他界後、2010年まで家元代行として従事
- 小原宏貴（孫） - 小原流五世家元
- 小原（長瀬）紗容子（孫） - 一般財団法人小原流　理事[3]

## 著作物
- 『小原豊雲』講談社インターナショナル、1969年
- 『ネパール・インドに生ける』主婦の友社、1970年
- 『日本のいけばな』小学館、1979年
- 『花曼荼羅』主婦の友社、1986年